# Svante Sandqvist
Sven (Svante) Johan Sandqvist, född 1 juni 1842 i Villberga församling, Uppsala län, död 25 juni 1907 i Hälsingtuna församling, Gävleborgs län (folkbokförd i Hudiksvalls församling, Gävleborgs län), var en svensk jurist och politiker.  
Som långvarig borgmästare i Hudiksvall drev han igenom moderniseringar av stadens förvaltning, ledde Hudiksvalls bank och tog initiativ till Norra Hälsinglands Järnväg (Bergsjöbanan). Som riksdagsman företrädde han Gävleborgs län i Första kammaren 1897–1906 och var statsrevisor 1902–1904.
Sandqvist var gift med Lovisa Amalia Gederblom (f. 1842) och hade tre barn, däribland Håkan Sandqvist som blev professor i kemi.

## Biografi

### Bakgrund och utbildning
Sandqvist var son till kronolänsman Carl Johan Sandqvist (1813–1899) och Hedvig Fredrika Sandqvist (Söderbaum). Han började studera i Uppsala 1862, avlade kameralexamen året därpå och examen till rättegångsverken 1866.

### Borgmästare och regional profil
Efter ett antal domstolstjänster – bland annat som extra ordinarie notarie i Svea hovrätt från 1866 och som vice häradshövding 1869 – blev Sandqvist rådman och magistratssekreterare i Sala 1872. År 1874 verkade han som tillsyningsman vid kronohäktet i Hudiksvall och året efter var han borgerlig rådman i samma stad.
År 1876 utnämndes Sandqvist till borgmästare i Hudiksvalls stad, ett ämbete han behöll i över 30 år. Som stadens främste ämbetsman var han även stadsnotarie, rådhusrättsordförande och ledamot i kommunfullmäktige. Han valdes 1889 till ordförande i stadens största kreditinstitut, Hudiksvalls bank, och var under 1890‑talet ordförande för Gävleborgs läns landsting.

#### Norra Hälsinglands Järnväg
Sandqvist var initiativtagare till den smalspåriga Norra Hälsinglands Järnväg (Bergsjöbanan), som öppnade 1896 och knöt samman Hudiksvall med inlandet. Redan sommaren 1889 reste han tillsammans med bankdirektör C. G. Norrman runt i de aktuella trakterna för att utreda en bansträckningen. Efter att ha funnit gynnsam terräng utarbetades ett kostnadsförslag för en smalspårig järnväg. I april 1890 hölls ett stormöte i Hudiksvall där landshövding Carl Björkman presiderade; förslaget om järnvägen mottogs med "liflig och delvis mycket hetsig diskussion" men överväldigande stöd. Sandqvist utsågs till vice ordförande i den kommitté som bildades för att förverkliga projektet.
Regeringen beviljade den 22 december 1892 koncession för den nya järnvägen. Sandqvist fortsatte som ledande kraft – vid bolagsstämman 1894 för Norra Hälsinglands Järnvägsaktiebolag (NHJ) blev han invald i styrelsen.

### Riksdagsman
Genom landstingets val utsågs Sandqvist 1897 till ledamot av Första kammaren. Han satt i lagutskottet 1899–1905 och var statsrevisor 1902–1904. Hans politiska linje var uttalat protektionistisk; han värnade om tullskydd för skogs‑ och sågverksnäringen som dominerade länets ekonomi.

### Familj
År 1872 gifte sig Sandqvist med Lovisa Amalia Gederblom. Paret fick tre barn, däribland Håkan Sandqvist som blev professor i kemi. Familjen bodde i den så kallade Borgmästarvillan på Håstagatan 8 i Hudiksvall, som idag är kulturminnesklassad.
Under sina sista år plågades Sandqvist av tilltagande hjärtbesvär. Våren 1906 ansökte han formellt om tjänstledighet från riksdagsarbetet "på grund af hjärtlidande" under april–maj 1906 och i juni nästföljande år avled han. I nekrologer framhölls hans långa gärning i statens tjänst, hans välvillighet som person och hans tillgänglighet.